# بورت كليونكور (مترو باريس)
بورت كليونكور (بالفرنسية: Porte de Clignancourt)‏ هي محطة مترو تابعة لمترو باريس تقع في فرنسا في الدائرة الثامنة عشرة في باريس.[بحاجة لمصدر]